# Charles Delaunay

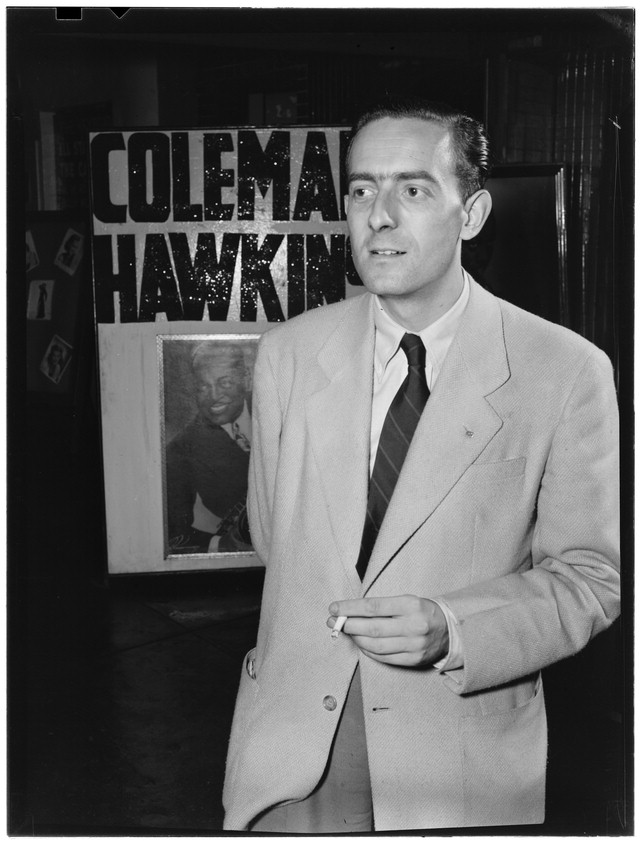
Charles Delaunay auf der New Yorker 52nd Street, ca. Oktober 1946.
Fotografie von William P. Gottlieb.

Charles Delaunay (* 18. Januar 1911 in Paris; † 16. Februar 1988 in Chantilly) war ein französischer Jazz-Autor, Jazz-Experte und lange Leiter und Begründer des Hot Club de France.

## Leben
Er war der Sohn der beiden Maler Robert und Sonia Delaunay und so seit frühester Jugend mit den Pariser Künstlerkreisen vertraut (u. a. Pablo Picasso, Guillaume Apollinaire, Georges Braque, Jean Cocteau, Igor Strawinsky).
Schon früh war er in französischen Jazz-Kreisen aktiv, zentriert um den von seinem Freund Pierre Nourry 1932 gegründeten und lange von Delaunay und Hugues Panassié geleiteten Hot Club de France. Delaunay und Panassié initiierten dort 1934 das berühmte Quintette du Hot Club de France mit Stéphane Grappelli und Django Reinhardt (sowie anfangs Louis Vola am Bass, Djangos Bruder Joseph und Roger Chaput an den Rhythmus-Gitarren, zeitweise durch Pierre „Baro“ Ferret ersetzt). Außerdem organisierte er Konzerte, z. B. mit Benny Carter und gründete 1937 mit Jean Berard das Label Swing.
Während des Krieges führte er den Hot Club weiter und gab über 100 Platten für die in Frankreich „Zazou“ genannten Swing-Kids heraus, war aber auch ab 1942 in der Résistance (und zeitweise auch in der Armee). Nach dem Krieg kam es zwischen dem französischen „Jazz-Papst“ Hugues Panassié, der den Krieg relativ komfortabel im Südwesten Frankreichs verbrachte, und Delaunay zum Streit über die Bebop-Bewegung, die Delaunay Ende der 1940er Jahre in New York kennengelernt hatte und in Frankreich förderte, während Panassié den Modern Jazz ablehnte. Der Bebop wurde dann in Paris Ende der 1940er, Anfang der 1950er Jahre die Musik der Existentialisten in den Clubs von Saint-Germain-des-Prés, wie etwa geschildert von Boris Vian. Dazu trug auch das von Delaunay mitorganisierte Festival International 1949 de Jazz bei.
Delaunay war lange der Leiter der 1935 gegründeten Jazz-Zeitschrift Le Jazz Hot (eine der ältesten Jazz-Zeitschriften), Mitbegründer von Jazz Magazine, dem Jazz-Label „Swing“ (gegründet 1937) und Leiter der 1948 von ihm gegründeten Schallplattenfirma Disques Vogue (deren Jazzproduktion endete 1960, ab 1992 zu BMG). Bekannt ist er vor allem als Autor einer berühmten Swing-Diskografie, der „Hot Discography“, die fünf Auflagen erlebte. Dies ist gleichzeitig die erste veröffentlichte Jazz-Diskografie überhaupt. Er war auch bildender Künstler und porträtierte beispielsweise Jazzmusiker. Er starb an der Parkinson-Krankheit.
In dem französischen Spielfilm Django – Ein Leben für die Musik (2017) von Étienne Comar wurde Delaunay von Patrick Mille gespielt.

## Veröffentlichungen (Auswahl)
- Django Reinhardt-Souvenirs, Paris 1954, Editions Jazz-Hot, englisch London 1961
- Django Reinhardt, da Capo 1982
- Hot Discography, zuerst 1936, zuletzt als New Hot Discography 1982
  - Charles Delaunay, Walter E. Schaap, George Avakian: New Hot Discography: The Standard Directory of Recorded Jazz. Titles, personnel, dates and numbers of 20,000 records. Criterion, New York 1948.
- Hot Iconography (Lithographien von Jazzmusikern)
- Jazz 47, mit Robert Goffin
- Django mon frère, Paris 1968
- De la vie et du Jazz
- Delaunay’s Dilemma (Autobiographie, gleichzeitig Titel einer ihm gewidmeten Komposition von John Lewis vom Modern Jazz Quartet) 1983